# المعهد الألماني للأبحاث الاقتصادية
المعهد الألماني للأبحاث الاقتصادية (بالألمانية: Deutsches Institut für Wirtschaftsforschung) هو المعهد البحثي الأكبر من نوعه في ألمانيا. تأسس في 1925، ويقع مقره في برلين. يجري هذا المعهد الأبحاث الأساسية ويعمل كذلك على تقديم النصائح لصانعي القرارات في المجال السياسي، التّجاري والإداري دون أن ننسى الدور المهم الذي يلعبه في تزويد هذه القطاعات بالتّحليلات والتنبؤات الاقتصاديّة.

## الروابط الخارجية
- الموقع الرسمي للمعهد